# Tres veces Ana
Tres veces Ana (no Brasil: Três Vezes Ana) é uma telenovela mexicana produzida por Angelli Nesma Medina para Televisa. Foi exibida primeiramente nos Estados Unidos pela Univision entre 23 de maio a 24 de outubro de 2016, substituindo El hotel de los secretos e antecedendo Vino el amor, em 102 capítulos. Já no México, foi ao ar pelo Las Estrellas entre 22 de agosto de 2016 a 22 de janeiro de 2017, em 111 capítulos, substituindo Sueño de amor e antecedendo El Bienamado. É um remake de Lazos de amor produzido em 1995.
É protagonizada e antagonizada por Angelique Boyer interpretando as trigêmeas. Também é protagonizada por Sebastián Rulli e David Zepeda e antagonizada por Pedro Moreno, Carlos de la Mota e pelo primeiro ator Eric del Castillo; com as atuações estelares de Ramiro Fumazoni, Leticia Perdigón e Monika Sánchez e os primeiros atores Susana Dosamantes, Blanca Guerra, Ana Bertha Espín, Olivia Bucio, Luz María Jerez, Nuria Bages e Otto Sirgo.

## Enredo
Há 20 anos, durante uma viagem de carro com seus pais, as trigêmeas idênticas Ana Laura, Ana Lúcia e Ana Letícia (Angelique Boyer) sofrem um grave acidente e batem junto a um rio. Os resultados são catastróficos: os pais morrem, Ana Laura perde uma perna, Ana Lúcia é arrastada pela correnteza e somente Ana Leticia sai ilesa.
Soledade (Blanca Guerra), uma mulher que ficou muito triste depois da morte de sua filha, ajuda Ana Lúcia ao encontrá-la quase se afogando. Ela descobre que Ana Lúcia é a trigêmea perdida mas se aproveita de que a menina não tem nenhuma lembrança do acidente e de sua família para criá-la, a fazendo acreditar que é sua mãe.
Apesar de todos darem ela como morta, Ernestina (Susana Dosamantes), a avó e Mariano (Ramiro Fumazoni), o tio não se rendem e fazem o possível para encontrar Ana Lúcia, mas os anos se passam assim como a esperança de um dia encontra-la.
Quem nunca perde as esperanças de se reencontrar com sua irmã é Ana Laura, que se transformou em uma jovem linda e de bom coração, mas muito solitária e depressiva por causa de sua deficiência. Ana Letícia é completamente o contrário: uma mulher ambiciosa, caprichosa, chantagista e invejosa, que por nenhum motivo quer sua irmã de volta, pois isto significaria dividir sua herança, assim como a atenção e o amor de todos os que a rodeiam. Sobretudo o carinho de seu tio Mariano, por quem sente um desejo incestuoso e doentio.
Desde criança Ana Letícia sente inveja de suas irmãs; de Ana Lúcia por ela ter sido a favorita durante o tempo que estiveram juntas e de Ana Laura pois considera que ela leva toda a atenção da família por conta de sua deficiência. Isso faz com que ela tente prejudicar a irmã a todo custo, seja a rebaixando ou destruindo sua relação amorosa com Ramiro (David Zepeda). Nobre e ingênua, Ana Laura acredita nas boas intenções de sua irmã e acaba sendo vítima de suas intrigas e chantagens.
Marcelo (Sebastián Rulli), o marido de Ana Letícia, é investigador privado e foi contratado para investigar o paradeiro de Ana Lúcia. Ana Letícia exige que o marido pare a investigação, pois odiaria que sua família a encontrasse. Mas ainda assim, Marcelo vai ao fundo e finalmente a encontra. Soledade implora para que ele não a denuncie e não diga a verdade para a filha, mas Marcelo está disposto a colocá-la na cadeia e completar sua investigação. Evaristo (Eric del Castillo), um criminoso perigoso que considera Soledade como sua filha, provoca um acidente e Marcelo é dado como morto. Ele sobrevive ao atentado mas perde completamente a memória. Remédios (Ana Bertha Espín), quem se compadece da situação do jovem, o ajuda e lhe dá um novo nome: Santiago. Santiago se torna taxista e vive uma vida simples e muito diferente da antiga vida como Marcelo.
O único que liga Santiago ao seu passado são sonhos nos quais aparece o rosto de Ana Letícia, e mesmo não sabendo quem é, sabe que a ama profundamente. Em uma de suas viagens, Marcelo, conhece Ana Lúcia e ele tem certeza de que ela é a mulher que aparece em seus sonhos. Ana Lúcia se tornou uma mulher alegre e de bons sentimentos, seu grande sonho é se tornar uma famosa trapezista de circo e nem imagina que tem duas irmãs gêmeas idênticas.
Apesar de no inicio achar esquisita a insistência de Santiago em afirmar que os dois já se conheciam, ela se apaixona perdidamente por ele. Os dois iniciam uma relação e Ana Lúcia teme que um dia Santiago recupere a memória e assim volte para a suposta esposa. Soledade sabe do passado de Santiago e tenta afastá-lo de Ana Lúcia, mas o destino coloca as peças para que as trigêmeas se reencontrem.
A reação negativa da ambiciosa Ana Letícia ao saber que a irmã perdida conquistou o coração de seu ex-marido, obrigará que Ana Laura mostre seu caráter para enfrentá-la, enquanto que Ana Lúcia se verá num dilema entre o rancor por Soledade haver afastado ela de sua família e o imenso amor que sente por sua mãe de criação.

## Elenco
| Intérprete          | Personagem                                                      |
| ------------------- | --------------------------------------------------------------- |
| Angelique Boyer     | Ana Lúcia Hernández / Ana Lúcia Álvarez de Castillo Rivadeneira |
| Angelique Boyer     | Ana Laura Álvarez de Castillo Rivadeneira                       |
| Angelique Boyer     | Ana Letícia Álvarez de Castillo Rivadeneira                     |
| Sebastián Rulli     | Marcelo Salvaterra / Santiago Garcia                            |
| David Zepeda        | Ramiro Fontes                                                   |
| Susana Dosamantes   | Ernestina Rivadeneira                                           |
| Blanca Guerra       | Soledade Hernández                                              |
| Pedro Moreno        | Isac Nogueira                                                   |
| Eric del Castillo   | Evaristo Guerra                                                 |
| Ramiro Fumazoni     | Mariano Álvarez de Castillo                                     |
| Carlos de la Mota   | Valentin Padilla Lazcano                                        |
| Ana Bertha Espín    | Remédios Garcia                                                 |
| Olivia Bucio        | Élida Lazcano Vda. de Padilla                                   |
| Luz María Jerez     | Julieta de Escárcega                                            |
| Leticia Perdigón    | Dona Joana                                                      |
| Laisha Wilkins      | Jennifer Corbalán                                               |
| Nuria Bages         | Leonor Muñoz                                                    |
| Monika Sánchez      | Veridiana Bittencourt                                           |
| Otto Sirgo          | Rodrigo Casanova                                                |
| Antonio Medellín    | Isidro Sánchez                                                  |
| Roberto Ballesteros | Tadeo Nogueira                                                  |
| Sachi Tamashiro     | Maribel Alfaro                                                  |
| Alfredo Gatica      | Orlando Navarro                                                 |
| Alan Slim           | Xavier Nogueira                                                 |
| Alfonso Iturralde   | Bernardo                                                        |
| Eddy Vilard         | Daniel Escarcéga                                                |
| Lucero Lander       | Miranda                                                         |
| Arsenio Campos      | Sandro                                                          |
| Rolando Brito       | Edmundo Fontes                                                  |
| Fabián Pizzorno     | Fernando Salvaterra                                             |
| Raúl Magaña         | Inácio Álvarez de Castillo                                      |
| Jackie Sauza        | Lourdes Rivadeneira de Álvarez de Castillo                      |
| Ricardo Barona      | Alfredo                                                         |
| Nataly Umaña        | Gina                                                            |
| Vanessa Angers      | Valéria                                                         |
| Maru Dueñas         | Cecília                                                         |
| Adriana Ahumada     | Susy                                                            |
| Archie Lafranco     | Samuel                                                          |
| Ricardo Kleinbaum   | Aníbal Ortiz                                                    |
| José Montini        | Carlos                                                          |
| Anahí Fraser        | Cláudia Padilla Lazcano                                         |

## Produção
O título inicial da telenovela seria "Como tres gotas de agua", mas em 22 de dezembro de 2015, Angelique Boyer confirmou através de sua conta no Twitter que o título final é Frente al mismo rostro. Em março de 2016 o título foi alterado novamente, passando a se chamar Tres veces Ana.
As gravações da telenovela começaram no dia 4 de janeiro de 2016, na Cidade do México. No mesmo mês, David Zepeda publicou fotos em sua conta oficial no Instagram com Boyer e Sebastián Rulli em uma das primeiras cenas da telenovela. A conta oficial no Instagram da telenovela também publicou as fotos.
Alex Sirvent foi confirmado para executar as músicas tema da telenovela. David Zepeda também foi cotado para interpretar o tema musical.

## Exibição
A trama estreou nos Estados Unidos através da Univision no dia 23 de maio de 2016. Durante sua semana de estreia, foram apresentados capítulos de 2 horas. A partir do capítulo 45, exibido em 1 de agosto de 2016, a emissora voltou a exibir capítulos de 2 horas.

### No Brasil
Foi exibida pelo canal pago TLN Network, de 22 de março a 10 de setembro de 2021, substituindo Salomé e sendo substituída por Muchacha Italiana. Durante a sua exibição, seus capítulos ficaram disponíveis na plataforma de streaming da Guigo TV, denominado VOD Novelas.
Foi exibida pelo SBT, de 30 de janeiro a 4 de julho de 2023, em 112 capítulos, substituindo Vencer o Desamor e sendo substituída por Um Refúgio Para o Amor na faixa das 18h30 com uma nova dublagem. A trama foi uma das mais pedidas pelo público desde a sua passagem no México.
Seria disponibilizada na íntegra pelo streaming +SBT na data prevista para 26 de junho de 2025. No entanto, acabou sendo adiada em favor da novela brasileira Fascinação após uma enquete com o público.

## Controvérsias e críticas
Em julho de 2016, uma cena de Angelique Boyer (Ana Letícia) na banheira causou debates, foi elogiada e também reprovada pelo público nos Estados Unidos, com a imprensa do México apontando que era uma cena de masturbação. Outras cenas também foram avaliadas como "vulgares". Em defesa das polêmicas, Angelique Boyer disse que a novela é "para toda a família, mas com um formato diferente. É preciso ousar para fazer coisas novas" e a irmã gêmea na cena é "louca". A cena foi comparada com Sharon Stone em Basic Instinct.

## Prêmios e Indicações

### PremioTvyNovelas 2017
| Categoria                   | Indicados                           | Resultados |
| --------------------------- | ----------------------------------- | ---------- |
| Melhor Atriz Protagonista   | Angelique Boyer                     | Venceu     |
| Melhor Ator Protagonista    | Sebastián Rulli                     | Venceu     |
| Melhor Primeira Atriz       | Blanca Guerra                       | Indicado   |
| Melhor Primeiro Ator        | Eric del Castillo                   | Indicado   |
| Melhor Atriz Juvenil        | Sachi Tamashiro                     | Indicado   |
| Melhor Atriz de Reparto     | Laisha Wilkins                      | Indicado   |
| Melhor Ator de Reparto      | Otto Sirgo                          | Indicado   |
| Melhor Diretores de Câmeras | Manuel Barajas e Armando Zafra      | Indicado   |
| Melhor Diretor de Cena      | Claudio Reyes Rubio e Sergio Cataño | Indicado   |
| Melhor Tema Musical         | Pablo Alborán                       | Venceu     |
| Melhor Elenco               | Angelli Nesma Medina                | Indicado   |

## Audiência

### Nos Estados Unidos
Na estreia, a trama venceu a consolidada ‘El señor de los cielos, marcando 2.274.000 milhões de espectadores em seu primeiro capítulo.

### No México
Antes de completar três semanas de transmissão no México, a audiência da telenovela começou a cair, registrando índices negativos para os padrões da Televisa. Chegando a concorrer a produção turca Sila. Sua média geral foi de 16,2 pontos.

### No Brasil
Estreou com 5,1 pontos, a mesma média de estreia da sua antecessora. Seu segundo capítulo registrou 4,8 pontos. Em 7 de fevereiro bate seu único recorde com 5,7 pontos. Logo em suas primeiras semanas, a novela começou a apresentar bons índices, chegando a se tornar a segunda novela mais assistida do Painel Nacional Televisivo (PNT), além de encostar em Poliana Moça em algumas ocasiões. No entanto, assim como no México, a novela começou a perder audiência, alcançando médias na casa dos 4 pontos, além de chegar à marca negativa de 3 pontos em determinados momentos, como no dia 14 de março de 2023, quando registrou 3,5 pontos.
O último capítulo registrou 4,9 pontos, 5,6 de pico e 7,4% de share, superando por 0,2 pontos o desfecho de sua antecessora. Fechou com a média geral de 4,4 pontos, ficando com 0,2 ponto abaixo de sua antecessora.